# Sport-Club Freiburg 2004-2005
Questa voce raccoglie le informazioni riguardanti lo Sport-Club Freiburg nelle competizioni ufficiali della stagione 2004-2005.

## Stagione
Nella stagione 2004-2005 il Friburgo, allenato da Volker Finke, concluse il campionato di Bundesliga al 18º posto e retrocesse in 2. Bundesliga. In Coppa di Germania il Friburgo fu eliminato ai quarti di finale dal Bayern Monaco.

## Rosa
| N. |                                 | Ruolo | Calciatore          |
| -- | ------------------------------- | ----- | ------------------- |
| 1  | Germania (bandiera)             | P     | Richard Golz        |
| 2  | Germania (bandiera)             | D     | Daniel Schumann     |
| 3  | Libano (bandiera)               | D     | Youssef Mohamad     |
| 4  | Georgia (bandiera)              | D     | Otar Khizaneishvili |
| 5  | Svizzera (bandiera)             | D     | Oumar Kondé         |
| 6  | Bosnia ed Erzegovina (bandiera) | C     | Zlatan Bajramović   |
| 7  | Georgia (bandiera)              | C     | Levan Tskitishvili  |
| 8  | Paesi Bassi (bandiera)          | A     | Ellery Cairo        |
| 9  | Georgia (bandiera)              | A     | Aleksandr Iashvili  |
| 10 | Mali (bandiera)                 | C     | Soumaila Coulibaly  |
| 11 | Germania (bandiera)             | A     | Dennis Kruppke      |
| 12 | Suriname (bandiera)             | A     | Samuel Koejoe       |
| 13 | Germania (bandiera)             | D     | Stefan Müller       |
| 14 | Francia (bandiera)              | A     | Abder Ramdane       |
| 15 | Svizzera (bandiera)             | D     | Bruno Berner        |

| N. |                         | Ruolo | Calciatore           |
| -- | ----------------------- | ----- | -------------------- |
| 16 | Germania (bandiera)     | D     | Lars Hermel          |
| 17 | Mali (bandiera)         | D     | Boubacar Diarra      |
| 18 | Nigeria (bandiera)      | D     | Seyi Olajengbesi     |
| 19 | Austria (bandiera)      | D     | Andreas Ibertsberger |
| 20 | Libano (bandiera)       | C     | Roda Antar           |
| 21 | Germania (bandiera)     | C     | Dennis Bührer        |
| 22 | Germania (bandiera)     | C     | Sascha Riether       |
| 23 | Burkina Faso (bandiera) | C     | Wilfried Sanou       |
| 24 | Germania (bandiera)     | P     | Timo Reus            |
| 26 | Francia (bandiera)      | A     | Régis Dorn           |
| 27 | Burkina Faso (bandiera) | C     | Jonathan Pitroipa    |
| 32 | Germania (bandiera)     | D     | Torge Hollmann       |
| 33 | Ghana (bandiera)        | A     | Ibrahim Tanko        |
| 36 | Germania (bandiera)     | P     | Julian Reinard       |
| 38 | Nigeria (bandiera)      | D     | Dennis Aogo          |

## Organigramma societario
Area tecnica
- Allenatore: Volker Finke
- Allenatore in seconda: Karsten Neitzel, Achim Sarstedt
- Preparatore dei portieri:
- Preparatori atletici:

## Calciomercato

### Sessione estiva
| Acquisti | Acquisti          | Acquisti         | Acquisti |
| R.       | Nome              | da               | Modalità |
| -------- | ----------------- | ---------------- | -------- |
| D        | Youssef Mohamad   | Tripoli SC       |          |
| C        | Jonathan Pitroipa | Planète Champion |          |

| Cessioni | Cessioni                | Cessioni       | Cessioni |
| R.       | Nome                    | da             | Modalità |
| -------- | ----------------------- | -------------- | -------- |
| C        | Jürgen Gjasula          | Kaiserslautern |          |
| A        | Rolf-Christel Guié-Mien | Colonia        |          |

### Sessione invernale
| Acquisti | Acquisti             | Acquisti         | Acquisti |
| R.       | Nome                 | da               | Modalità |
| -------- | -------------------- | ---------------- | -------- |
| A        | Samuel Koejoe        | Wacker Innsbruck |          |
| D        | Andreas Ibertsberger | Salisburgo       |          |
| D        | Otar Khizaneishvili  | Dinamo Mosca     |          |

| Cessioni | Cessioni     | Cessioni   | Cessioni |
| R.       | Nome         | da         | Modalità |
| -------- | ------------ | ---------- | -------- |
| C        | Tobias Willi | Salisburgo |          |

## Risultati

### Bundesliga

#### Girone di andata
| Friburgo in Brisgovia 7 agosto 2004, ore 15:30 CEST 1ª giornata | Friburgo  | 0 – 0 referto | Hansa Rostock | Badenova-Stadion (21 000 spett.)\| Arbitro: \| Fleischer \| |
| Arbitro:                                                        | Fleischer |               |               |                                                             |

| Arbitro: | Merk |

|  |           |          |
|  | Marcatori | 85’ Dorn |

| Arbitro: | Stark |

|           |           |              |
| Antar 28’ | Marcatori | 78’ Neuville |

| Arbitro: | Gräfe |

|                |           |                    |
| Štajner 2’, 8’ | Marcatori | 59’ Dorn 73’ Cairo |

| Arbitro: | Meyer |

|              |           |              |
| Schumann 58’ | Marcatori | 55’ Bechmann |

| Arbitro: | Fröhlich |

|                                   |           |          |
| Makaay 19’ Frings 45’ Ballack 70’ | Marcatori | 3’ Sanou |

| Arbitro: | Kemmling |

|                  |           |                     |
| Tskitishvili 70’ | Marcatori | 22’ Gerber 90’ Rose |

| Arbitro: | Keßler |

|                                   |           |  |
| Mintál 26’ Vittek 49’ Schroth 56’ | Marcatori |  |

| Arbitro: | Merk |

|                            |           |  |
| Iashvili 35’ Coulibaly 90’ | Marcatori |  |

| Arbitro: | Fleischer |

|                                  |           |  |
| Mpenza 5’ Barbarez 28’, 51’, 57’ | Marcatori |  |

| Arbitro: | Stark |

|           |           |                                       |
| Cairo 25’ | Marcatori | 37’ Rafael 50’ Gilberto 63’ Friedrich |

| Arbitro: | Kinhöfer |

|                                           |           |               |
| Freier 49’, 88’ Krzynówek 53’ Voronin 90’ | Marcatori | 29’ Coulibaly |

| Arbitro: | Trautmann |

|                            |           |                                |
| Coulibaly 15’ Iashvili 38’ | Marcatori | 16’, 86’ Buckley 20’ Owomoyela |

| Arbitro: | Meyer |

|                         |           |  |
| Brzenska 3’ Madouni 81’ | Marcatori |  |

| Arbitro: | Jansen |

|                               |           |  |
| Amanatidīs 44’, 70’ Zandi 87’ | Marcatori |  |

| Arbitro: | Fandel |

|  |           |                                                    |
|  | Marcatori | 22’, 25’ Klose 28’, 58’, 87’ Charisteas 63’ Micoud |

| Arbitro: | Kemmling |

|              |           |           |
| Krstajić 24’ | Marcatori | 86’ Antar |

#### Girone di ritorno
| Rostock 22 gennaio 2005, ore 15:30 CET 18ª giornata | Hansa Rostock | 0 – 0 referto | Friburgo | Ostseestadion (22 500 spett.)\| Arbitro: \| Merk \| |
| Arbitro:                                            | Merk          |               |          |                                                     |

| Arbitro: | Albrecht |

|                |           |  |
| Bajramović 57’ | Marcatori |  |

| Arbitro: | Schmidt |

|                            |           |                           |
| Svěrkoš 25’ Sonck 30’, 49’ | Marcatori | 13’ Coulibaly 60’ Riether |

| Friburgo in Brisgovia 12 febbraio 2005, ore 15:30 CET 21ª giornata | Friburgo | 0 – 0 referto | Hannover 96 | Badenova-Stadion (21 000 spett.)\| Arbitro: \| Sippel \| |
| Arbitro:                                                           | Sippel   |               |             |                                                          |

| Arbitro: | Kircher |

|                                             |           |          |
| Misimović 35’ (rig.) Kalla 56’ Bechmann 83’ | Marcatori | 80’ Aogo |

| Arbitro: | Fröhlich |

|  |           |             |
|  | Marcatori | 52’ Deisler |

| Arbitro: | Weiner |

|                                                                |           |  |
| Gerber 23’ Friedrich 26’ Babatz 42’ (rig.) Silva 71’ Thurk 82’ | Marcatori |  |

| Arbitro: | Wagner |

|                          |           |                            |
| Koejoe 7’ Bajramović 59’ | Marcatori | 23’ Müller 86’, 90’ Mintál |

| Arbitro: | Fandel |

|            |           |  |
| Babbel 20’ | Marcatori |  |

| Arbitro: | Brych |

|             |           |             |
| Kruppke 19’ | Marcatori | 41’ Moreira |

| Arbitro: | Albrecht |

|                                  |           |            |
| Paraíba 6’, 21’ (rig.) Kovač 89’ | Marcatori | 72’ Koejoe |

| Arbitro: | Gagelmann |

|              |           |                                 |
| Iashvili 37’ | Marcatori | 26’ Schneider 66’, 83’ Berbatov |

| Arbitro: | Kemmling |

|                       |           |           |
| Porcello 5’, 55’, 69’ | Marcatori | 15’ Cairo |

| Arbitro: | Schmidt |

|                         |           |                         |
| Sanou 11’ Coulibaly 84’ | Marcatori | 37’ Ewerthon 39’ Koller |

| Arbitro: | Sippel |

|                |           |                            |
| Bajramović 73’ | Marcatori | 24’ Blank 40’ (rig.) Zandi |

| Arbitro: | Stark |

|                                   |           |               |
| Micoud 48’, 90’ Borowski 49’, 52’ | Marcatori | 23’ Coulibaly |

| Arbitro: | Weiner |

|                        |           |                         |
| Iashvili 11’ Antar 78’ | Marcatori | 6’ Sand 55’, 89’ Bordon |

### Coppa di Germania
| Arbitro: | Frank |

|  |           |                                                     |
|  | Marcatori | 16’ Tanko 40’ (rig.) Tskitishvili 49’, 76’ Iashvili |

| Arbitro: | Wack |

|                            |           |                                   |
| Riether 40’ Dorn 90’, 116’ | Marcatori | 23’ Bechmann 54’ (rig.) Misimović |

| Arbitro: | Brych |

|                          |                      |                                      |
| Löbe 90’ Cartus 102’     | Marcatori            | 46’ (rig.) Tskitishvili 110’ Mohamad |
| Waterink Bollmann Becker | Tiri di rigore 1 – 4 | Berner Cairo Diarra Mohamad          |

| Arbitro: | Kinhöfer |

|  |           |                                                                |
|  | Marcatori | 7’, 10’, 39’, 60’ Pizarro 27’ Ballack 34’ Makaay 76’ Hashemian |

## Statistiche

### Statistiche di squadra
| Competizione      | Punti | In casa | In casa | In casa | In casa | In casa | In casa | In trasferta | In trasferta | In trasferta | In trasferta | In trasferta | In trasferta | Totale | Totale | Totale | Totale | Totale | Totale | DR  |
| Competizione      | Punti | G       | V       | N       | P       | Gf      | Gs      | G            | V            | N            | P            | Gf           | Gs           | G      | V      | N      | P      | Gf     | Gs     | DR  |
| ----------------- | ----- | ------- | ------- | ------- | ------- | ------- | ------- | ------------ | ------------ | ------------ | ------------ | ------------ | ------------ | ------ | ------ | ------ | ------ | ------ | ------ | --- |
| Bundesliga        | 18    | 17      | 2       | 6       | 9       | 18      | 31      | 17           | 1            | 3            | 13           | 12           | 44           | 34     | 3      | 9      | 22     | 30     | 75     | -45 |
| Coppa di Germania | -     | 2       | 1       | 0       | 1       | 3       | 9       | 2            | 1            | 1            | 0            | 6            | 2            | 4      | 2      | 1      | 1      | 9      | 11     | -2  |
| Totale            | 18    | 19      | 3       | 6       | 10      | 21      | 40      | 19           | 2            | 4            | 13           | 18           | 46           | 38     | 5      | 10     | 23     | 39     | 86     | -47 |

### Andamento in campionato
| Giornata  | 1 | 2 | 3 | 4 | 5 | 6 | 7  | 8  | 9  | 10 | 11 | 12 | 13 | 14 | 15 | 16 | 17 | 18 | 19 | 20 | 21 | 22 | 23 | 24 | 25 | 26 | 27 | 28 | 29 | 30 | 31 | 32 | 33 | 34 |
| --------- | - | - | - | - | - | - | -- | -- | -- | -- | -- | -- | -- | -- | -- | -- | -- | -- | -- | -- | -- | -- | -- | -- | -- | -- | -- | -- | -- | -- | -- | -- | -- | -- |
| Luogo     | C | T | C | T | C | T | C  | T  | C  | T  | C  | T  | C  | T  | T  | C  | T  | T  | C  | T  | C  | T  | C  | T  | C  | T  | C  | T  | C  | T  | C  | C  | T  | C  |
| Risultato | N | V | N | N | N | P | P  | P  | V  | P  | P  | P  | P  | P  | P  | P  | N  | N  | V  | P  | N  | P  | P  | P  | P  | P  | N  | P  | P  | P  | N  | P  | P  | P  |
| Posizione | 9 | 6 | 6 | 8 | 8 | 9 | 13 | 16 | 12 | 15 | 17 | 17 | 17 | 17 | 17 | 18 | 18 | 18 | 17 | 17 | 17 | 17 | 17 | 18 | 18 | 18 | 18 | 18 | 18 | 18 | 18 | 18 | 18 | 18 |

Legenda:

Luogo: C = Casa; T = Trasferta. Risultato: V = Vittoria; N = Pareggio; P = Sconfitta.

### Statistiche dei giocatori
| Giocatore         | Bundesliga | Bundesliga | Bundesliga  | Bundesliga | Coppa di Germania | Coppa di Germania | Coppa di Germania | Coppa di Germania | Totale   | Totale | Totale      | Totale     |
| Giocatore         | Presenze   | Reti       | Ammonizioni | Espulsioni | Presenze          | Reti              | Ammonizioni       | Espulsioni        | Presenze | Reti   | Ammonizioni | Espulsioni |
| ----------------- | ---------- | ---------- | ----------- | ---------- | ----------------- | ----------------- | ----------------- | ----------------- | -------- | ------ | ----------- | ---------- |
| R. Antar          | 27         | 3          | 5           | 0          | 3                 | 0                 | 0                 | 0                 | 30       | 3      | 5           | 0          |
| D. Aogo           | 15         | 1          | 2           | 0          | 0                 | 0                 | 0                 | 0                 | 15       | 1      | 2           | 0          |
| Z. Bajramović     | 15         | 3          | 8           | 0          | 1                 | 0                 | 0                 | 0                 | 16       | 3      | 8           | 0          |
| B. Berner         | 12         | 0          | 2           | 0          | 4                 | 0                 | 0                 | 0                 | 16       | 0      | 2           | 0          |
| D. Bührer         | 0          | 0          | 0           | 0          | 0                 | 0                 | 0                 | 0                 | 0        | 0      | 0           | 0          |
| E. Cairo          | 28         | 3          | 6           | 0          | 2                 | 0                 | 0                 | 0                 | 30       | 3      | 6           | 0          |
| S. Coulibaly      | 32         | 6          | 4           | 0          | 3                 | 0                 | 0                 | 0                 | 35       | 6      | 4           | 0          |
| B. Diarra         | 20         | 0          | 1           | 1          | 2                 | 0                 | 1                 | 0                 | 22       | 0      | 2           | 1          |
| R. Dorn           | 16         | 2          | 0           | 0          | 3                 | 2                 | 0                 | 0                 | 19       | 4      | 0           | 0          |
| R. Golz           | 32         | 0          | 0           | 1          | 3                 | 0                 | 0                 | 0                 | 35       | 0      | 0           | 1          |
| L. Hermel         | 12         | 0          | 1           | 0          | 0                 | 0                 | 0                 | 0                 | 12       | 0      | 1           | 0          |
| T. Hollmann       | 1          | 0          | 0           | 0          | 0                 | 0                 | 0                 | 0                 | 1        | 0      | 0           | 0          |
| A. Iashvili       | 29         | 4          | 1           | 0          | 4                 | 2                 | 0                 | 0                 | 33       | 6      | 1           | 0          |
| A. Ibertsberger   | 13         | 0          | 1           | 0          | 1                 | 0                 | 0                 | 0                 | 14       | 0      | 1           | 0          |
| O. Khizaneishvili | 8          | 0          | 0           | 0          | 1                 | 0                 | 0                 | 0                 | 9        | 0      | 0           | 0          |
| S. Koejoe         | 12         | 2          | 1           | 0          | 0                 | 0                 | 0                 | 0                 | 12       | 2      | 1           | 0          |
| O. Kondé          | 5          | 0          | 1           | 0          | 4                 | 0                 | 1                 | 0                 | 9        | 0      | 2           | 0          |
| D. Kruppke        | 26         | 1          | 4           | 0          | 1                 | 0                 | 0                 | 0                 | 27       | 1      | 4           | 0          |
| Y. Mohamad        | 29         | 0          | 5           | 1          | 4                 | 1                 | 1                 | 1                 | 33       | 1      | 6           | 2          |
| S. Müller         | 6          | 0          | 1           | 0          | 2                 | 0                 | 0                 | 0                 | 8        | 0      | 1           | 0          |
| S. Olajengbesi    | 9          | 0          | 2           | 1          | 1                 | 0                 | 0                 | 0                 | 10       | 0      | 2           | 1          |
| J. Pitroipa       | 4          | 0          | 0           | 0          | 0                 | 0                 | 0                 | 0                 | 4        | 0      | 0           | 0          |
| A. Ramdane        | 0          | 0          | 0           | 0          | 0                 | 0                 | 0                 | 0                 | 0        | 0      | 0           | 0          |
| J. Reinard        | 2          | 0          | 0           | 0          | 1                 | 0                 | 0                 | 0                 | 3        | 0      | 0           | 0          |
| T. Reus           | 1          | 0          | 0           | 0          | 0                 | 0                 | 0                 | 0                 | 1        | 0      | 0           | 0          |
| S. Riether        | 25         | 1          | 3           | 0          | 2                 | 1                 | 0                 | 0                 | 27       | 2      | 3           | 0          |
| W. Sanou          | 22         | 2          | 3           | 0          | 3                 | 0                 | 0                 | 0                 | 25       | 2      | 3           | 0          |
| D. Schumann       | 19         | 1          | 3           | 0          | 2                 | 0                 | 0                 | 0                 | 21       | 1      | 3           | 0          |
| I. Tanko          | 20         | 0          | 2           | 0          | 4                 | 1                 | 0                 | 0                 | 24       | 1      | 2           | 0          |
| L. Tskitishvili   | 20         | 1          | 1           | 0          | 3                 | 2                 | 2                 | 0                 | 23       | 3      | 3           | 0          |
| T. Willi          | 11         | 0          | 3           | 0          | 2                 | 0                 | 1                 | 0                 | 13       | 0      | 4           | 0          |